# تپه پشت تنگ دوستعلی
تپهٔ پشت تنگ دوستعلی مربوط به دوران پیش از تاریخ ایران باستان است و در شهرستان دلفان، بخش کاکاوند، روستای پشت تنگ دوستعلی واقع شده و این اثر در تاریخ ۲۳ شهریور ۱۳۸۲ با شمارهٔ ثبت ۱۰۰۱۸ به‌عنوان یکی از آثار ملی ایران به ثبت رسیده است.